# Two Living, One Dead
Two Living, One Dead è un film britannico-svedese del 1961 diretto da Anthony Asquith.
Si tratta di un remake del film norvegese To levende og en død del 1937 diretto da Gyda Christensen e Tancred Ibsen e basato sul romanzo omonimo del 1931 di Sigurd Christiansen.